# Toscanos

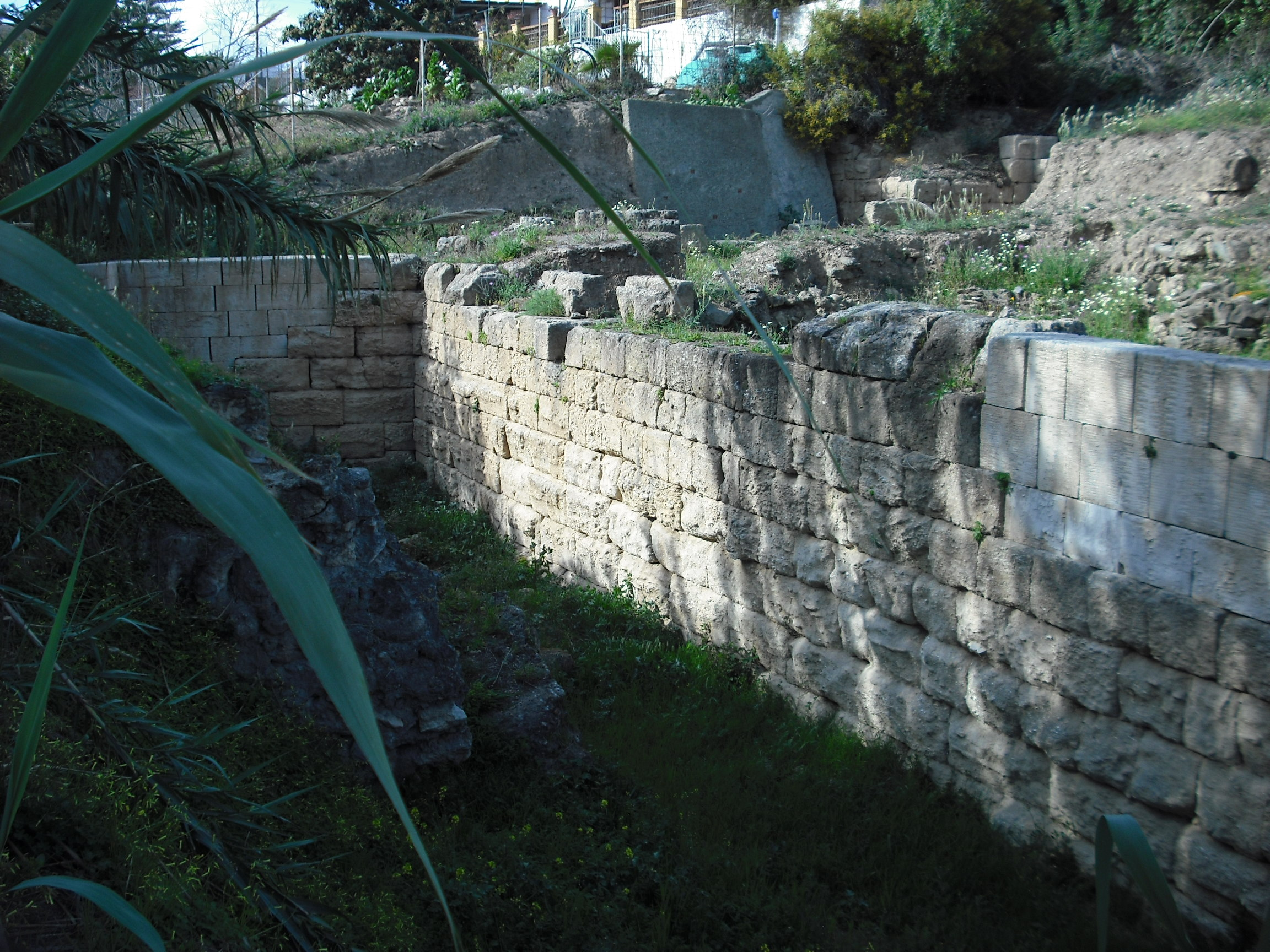
Toscanos, Cerro del Peñón, Cerro Alarcón, Cerro del Mar et Nécropole de Jardín

Toscanos est le nom d'un cortijo andalou près située à l'embouchure du Vélez (es) sur la commune de Malaga en Andalousie (Espagne), et le site archéologique d'une cité phénicienne. Le nom phénicien de l'ancienne cité est inconnu. Le toponyme moderne de Toscanos est dû aux migrants italiens qui sont arrivés dans la région au XVIIIe siècle.

## Histoire
Une des implantations les plus importantes de la zone, fondée vers 740-730 av. J.-C., située à l'embouchure du Vélez-Málaga. La cité est protégée au départ simplement par un fossé en V taillé dans la roche ; ce n'est que plus tard qu'une muraille a été construite. Un des éléments les plus connus de Toscanos est un édifice tripartite construit vers 700 av. J.-C. La nécropole est située à Cerro del Mar, mais durant les VIe-IVe siècle av. J.-C., les enterrements étaient situés à Jardín où on a trouvé plus de deux cents tombes.

## Honneurs
L'astéroïde (96086) Toscanos porte son nom.